# Nezumia liolepis
Nezumia liolepis är en fiskart som först beskrevs av Gilbert, 1890.  Nezumia liolepis ingår i släktet Nezumia och familjen skolästfiskar. Inga underarter finns listade i Catalogue of Life.